# Соснові насадження (квартал 8)
«Соснові насадження» — ботанічна пам'ятка природи місцевого значення. 
Пам’ятка розташовується на території Леонівського лісництва ДП «Іванківське лісове господарство» – квартал 8, виділ 14. Оголошено рішенням виконкому Київської обласної Ради трудящих від 28 лютого 1972 р. № 118.
Пам’ятка є високопродуктивними сосново-дубовими насадженнями, серед яких є сосна висотою понад 30 м і діаметром близько 64 см, дуб висотою 26 м, діаметр – 46 см.